# 大鼻子情聖：戀愛操作團
《大鼻子情聖：戀愛操作團》（韓語：시라노; 연애조작단），是一部2010年上映的韓國電影，由嚴泰雄、朴信惠、崔丹尼爾、朴哲民及李珉廷主演，根據法國埃德蒙·羅斯丹的舞台劇《風流劍客》（Cyrano de Bergerac）改編，曾多次被搬上銀幕，其中最著名是1990年的法國電影《大鼻子情聖》。本片展現出時下韓國社會年輕人面對各種壓力而無法享受真情的現狀。

## 劇情介紹
一家名為「Cyrano Agency」的公司，專門為不懂得戀愛的人提供對策、幫助愛情開花結果，業績十分輝煌。相勇（崔丹尼爾 飾）表面上看似完美，對愛情並不在行，他愛上了內心不可捉摸的熙鐘（李珉廷 飾），於是委託這家公司的老闆炳勳（嚴泰雄 飾）及其助手敏英（朴信惠 飾）幫助他實現戀愛夢想......。

## 演員陣容

### 主要演員
| 演員     | 角色   | 介紹                     |
| 嚴泰雄   | 李炳勳 | 大鼻子情聖代理公司代表   |
| 朴信惠   | 吳敏英 | 大鼻子情聖代理公司作戰員 |
| 崔丹尼爾 | 李相勇 | 委託人                   |
| 朴哲民   | 哲民   | 大鼻子情聖代理公司作戰員 |
| 李珉廷   | 金熙中 | 委託人相勇追求的女子。   |

### 其他演員
| 演員   | 角色   | 介紹                     |
| 全亞民 | 宰弼   | 大鼻子情聖代理公司作戰員 |
| 宋清晨 | 金玄坤 |                          |
| 柳賢慶 | 趙善兒 |                          |
| 李美度 | 素恩   |                          |
| 李美素 | 美素   |                          |
| 度容九 |        |                          |

### 特別出演
- 李對淵
- 權海驍
- 金智英

### 原聲帶
- 發行日期：2010年9月7日

| 曲序 | 曲目                  | 演唱           |
| ---- | --------------------- | -------------- |
| 1.   | 原來就是你            | 朴信惠、李珉廷 |
| 2.   | 原來就是你（(Inst.)） |                |

## 獎項
- 第47屆百想藝術大賞
  - 電影部門女子人氣賞：朴信惠
- 第47屆大鐘獎
  - 女子人氣賞：朴信惠
  - 女子新人賞：李珉廷
- 第31屆青龍電影獎
  - 女子新人賞：李珉廷
  - 劇本賞：金賢錫
- 第13屆導演選擇獎
  - 新人賞：崔丹尼爾

## 相關
- 《戀愛操作團：大鼻子情聖》：2013年於tvN播出，是根據此部電影改編的電視劇。

## 外部連結
- NAVER電影 （页面存档备份，存于）
- KBS WORLD影像檔案[永久]（中文）
- 互联网电影数据库（IMDb）上《大鼻子情聖：戀愛操作團》的资料（英文）

1. . www.moviexclusive.com.   [2024-10-21]. （原始内容存档于2025-02-24）.
2. . web.archive.org. 2011-03-26  [2024-10-21]. 原始内容存档于2011-03-26.